# Fortunato Pintor
Fortunato Pintor (Cagliari, 24 settembre 1877 – Roma, 5 aprile 1960) è stato un bibliografo e bibliotecario italiano.

## Biografia
Fratello maggiore del generale Pietro Pintor, fu allievo all'Università di Pisa di Alessandro D'Ancona e di Donato Jaja; era compagno di corso universitario di Giovanni Gentile e di Abd-el-Kader Salza.
Appena laureato, nell'anno 1900, divenne bibliotecario alla Biblioteca Nazionale Centrale di Firenze. Dal 1902 (e fino al 1908) pubblicò con Amedeo Crivellucci e Giovanni Monticolo l’Annuario bibliografico della storia d'Italia dal sec. IV (…) ai giorni nostri, importante supplemento della rivista Studi storici.
Dal 1903, bruciando le tappe della carriera di bibliotecario, venne a Roma, in qualità di direttore della Biblioteca del Senato del Regno; qui lo raggiunse il fratello Giuseppe, i cui figli Giaime e Luigi Pintor frequentarono la casa dello zio, che rappresentava un raffinato cenacolo culturale della capitale.
(Pierpaolo Ianni, Enrico Zampetti e la Biblioteca del Senato. Fonti archivistiche e bibliografiche, MemoriaWeb - Trimestrale dell'Archivio storico del Senato della Repubblica - n. 36 (Nuova Serie), giugno 2022, p. 11)
Il suo ruolo in Senato fu così universalmente riconosciuto che il senatore Isidoro Del Lungo definiva, nella sua corrispondenza con la biblioteca, il secondo bibliotecario Luigi Ferrari come il Vicepintor; eppure, al cessare della presidenza Tittoni, Pintor si collocò a riposo nel 1929 per motivi politici.
Dal 1925, per la sua grande competenza, era stato nominato direttore della sezione biblioteche della Enciclopedia Treccani..
Dal 1929, sempre per l'Istituto dell'Enciclopedia Italiana, diresse con Arsenio Frugoni per trent'anni il prestigioso Dizionario Biografico degli Italiani.
Nel 1947 divenne direttore della Biblioteca dell'Istituto dell'Enciclopedia Italiana, incarico che espletò fino al 1959, garantendo in tempi difficili come quelli del dopoguerra «la necessaria continuità di gestione e il mantenimento del livello qualitativo delle raccolte». Pubblicò, infine, vari libri di storia letteraria e, nel settore della bibliografia, collaborò con Giuseppe Mazzatinti ai volumi dall'VIII al XIII degli Inventari dei manoscritti delle biblioteche d'Italia, opera di fondamentale importanza nello specifico settore.

## Opere
- Delle liriche di Bernardo Tasso, Pisa, Nistri, 1899.
- La libreria di Cosimo de' Medici, Firenze, Tip. Salvadore Landi, 1902.
- Nuovi documenti celliniani, Firenze, Tip. Salvadore Landi, 1904.
- Lettere inedite di due fratelli umanisti (Alessandro e Paolo Cortesi) : estratti ed appunti, Perugia, Unione Tipografica Cooperativa, 1907.
- Umberto Marchesini : cenni biografici, Firenze, Tip. Galileiana, 1911.
- Indice decennale : voll. 1-10, (1893-1903), Firenze, Società Dantesca Italiana, Tip. Galileiana, 1912.
- Rappresentazioni romane di Seneca e Plauto nel Rinascimento, Perugia, Unione tipografica cooperativa, 1931.
- Opere generali, sussidi bibliografici, riviste, Firenze, G. C. Sansoni, 1937.
- Per la storia della libreria Medicea nel Rinascimento : appunti d'archivio, estratto da Italia medioevale e umanistica, n. 3, pp 190–210, 1960. Padova, Antenore, 1960.